# Kryminologia pozytywistyczna
Kryminologia pozytywistyczna rozwinęła się w drugiej połowie XIX wieku, wraz z pojawieniem się szkoły pozytywnej prawa karnego. Jej głównymi przedstawicielami byli Cesare Lombroso, Enrico Ferri oraz Rafael Garofalo. Opierała się ona na deterministycznej koncepcji prawa karnego, która zakładała, że każde ludzkie zachowanie, w tym także przestępcze, jest warunkowane określonymi czynnikami, które nie są kontrolowane przez człowieka. Kryminologia pozytywistyczna była więc nauką o przyczynach przestępczości (tzw. etiologia przestępczości). Ponieważ koncentrowała się na osobie przestępcy cechował ją indywidualizm – kryminologia zorientowana na sprawcę.
Do historii przeszło pytanie sformułowane przez Lombroso, które sprowadzało się do tego, dlaczego jedni ludzie popełniają przestępstwa, a inni nie? Było to tzw. pytanie lombrozjańskie. Odpowiedź opierała się na założeniu, że sprawca przestępstwa jest w pewien sposób odmienny od pozostałych ludzi, posiada pewne cechy szczególne. Oznaczało to, ze kryminologia pozytywistyczna przyjęła optymistyczną wizję natury człowieka – większość ludzi jest skłonna do dobra, a żeby stać się przestępcą trzeba posiadać pewne szczególne właściwości.
Skoro przestępczość spowodowana była odmiennością sprawcy, to należało ją zlikwidować. Powodowało to, ze środki stosowane w walce z przestępstwami nie mogłyby być traktowane i wykorzystywane jako odwet, lecz musiały dotyczyć ich przyczyn. Prawo karne miało być instrumentem oddziaływania, a nie represji. Kara miała być dostosowana do osoby sprawcy (prawo karne miało być więc zorientowane na sprawcę – prawo karne sprawcy) i mieć charakter celowy. Duży nacisk kładziono na prewencję specjalną, która miała być realizowana przez resocjalizację.
Kryminologia pozytywistyczna dzieliła się na dwa nurty: biopsychologiczny (paradygmat rodzajów ludzkich) oraz socjologiczny (paradygmat rodzajów otoczenia).

## Biopsychologizm
Biopsychologizm opierał się na kilku założeniach:
- główny wpływ na zachowanie jednostki wywierają cechy pozwalające traktować go jako odrębną jednostkę,
- niektóre z tych cech są dziedziczone, wrodzone lub nabyte i tworzą podłoże sprzyjające występowaniu zachowań antyspołecznych,
- można ustalić, które z cech wywołują tendencje do takich zachowań, co umożliwia jednocześnie stwierdzenie związku przyczynowo-skutkowego pomiędzy cechą a określonymi zachowaniami,
- ustalenie takiego związku umożliwia przeciwdziałanie negatywnym zachowaniom społecznym.

Nurt biopsychologiczny kryminologii pozytywistycznej dzieli się na teorie kładące nacisk na cechy somatyczne oraz teorie kładące nacisk na cechy psychiczne.

### Teorie somatyczne
- Teorie antropologiczne – do najbardziej znanej teorii antropologicznej zalicza się teorię Lombroso, który oparł ją o dorobek fizjonomistów wiążących ukształtowanie twarzy z właściwościami psychiki oraz frenologów szukających związków pomiędzy kształtem czaszki a ludzką psychiką.